# Ihor Myronovyč Kalynec'
Ihor Myronovyč Kalynec' (in ucraino Ігор Миронович Калинець?; Chodoriv, 9 luglio 1939 – Leopoli, 28 giugno 2025) è stato un poeta ucraino.
Vinse il premio nazionale Taras Ševčenko per il libro Trynadcjat' alohij (Тринадцять алогій, "Tredici antologie") nel 1992. Fu il marito della poetessa e scrittrice ucraina Iryna Onufriïvna Kalynec'.

## Biografia

### Origini
Kalynec' nacque il 9 luglio 1939 a Chodoriv, nell'allora voivodato di Leopoli, in Polonia, figlio di un agronomo. I suoi genitori lo crebbero cercando di rispettare le tradizioni culturali ucraine. Durante sua infanzia, Kalynec' fu un assiduo lettore della letteratura in ucraino, allora vietata, e poté vedere la deportazione in massa degli ucraini a causa dei comunisti. Kalynec' si laureò all'università di Leopoli nel 1961. Cominciò a scrivere negli anni 1950 e il suo primo libro di poesie venne pubblicato nel 1966. A causa della censura, il resto delle sue opere venne pubblicato in Occidente in ucraino. Divenne inoltre amico dei poeti Ivan Drač e Ivan Dzjuba.

### Scritti
La glorificazione culturale fu uno dei temi principali della poesia di Kalynec'. Nei suoi scritti fece ampio uso di un vocabolario pieno di riferimenti culturali, riflettendo nelle sue opere il suo orgoglio per la cultura ucraina e per l'antico paganesimo, seguito dagli inizi del cristianesimo nel suo paese. Nella sua opera più celebre, Vohon' Kupala ("Il fuoco di Kupalo"; 1966), Kalynec' mise in collegamento il folclore e le tradizioni antiche del paese alla vita sovietica moderna. Nella maggior parte delle sue opere non incluse una critica politica esplicita, quanto piuttosto una denuncia silente. Kalynec' venne influenzato molto da Bohdan-Ihor Antonyč, tanto da dedicargli alcune delle sue poesie. Dedicò pure certe sue poesie a diverse figure emblematiche della cultura ucraina, tra le quali Taras Ševčenko, il regista Aleksandr Dovženko e il compositore Stanyslav Ljudkevyč. Egli si rifiutò di dedicare anche una sola poesia ai dirigenti sovietici, rompendo così con l'atteggiamento in voga tra i poeti dell'epoca.

### Arresto

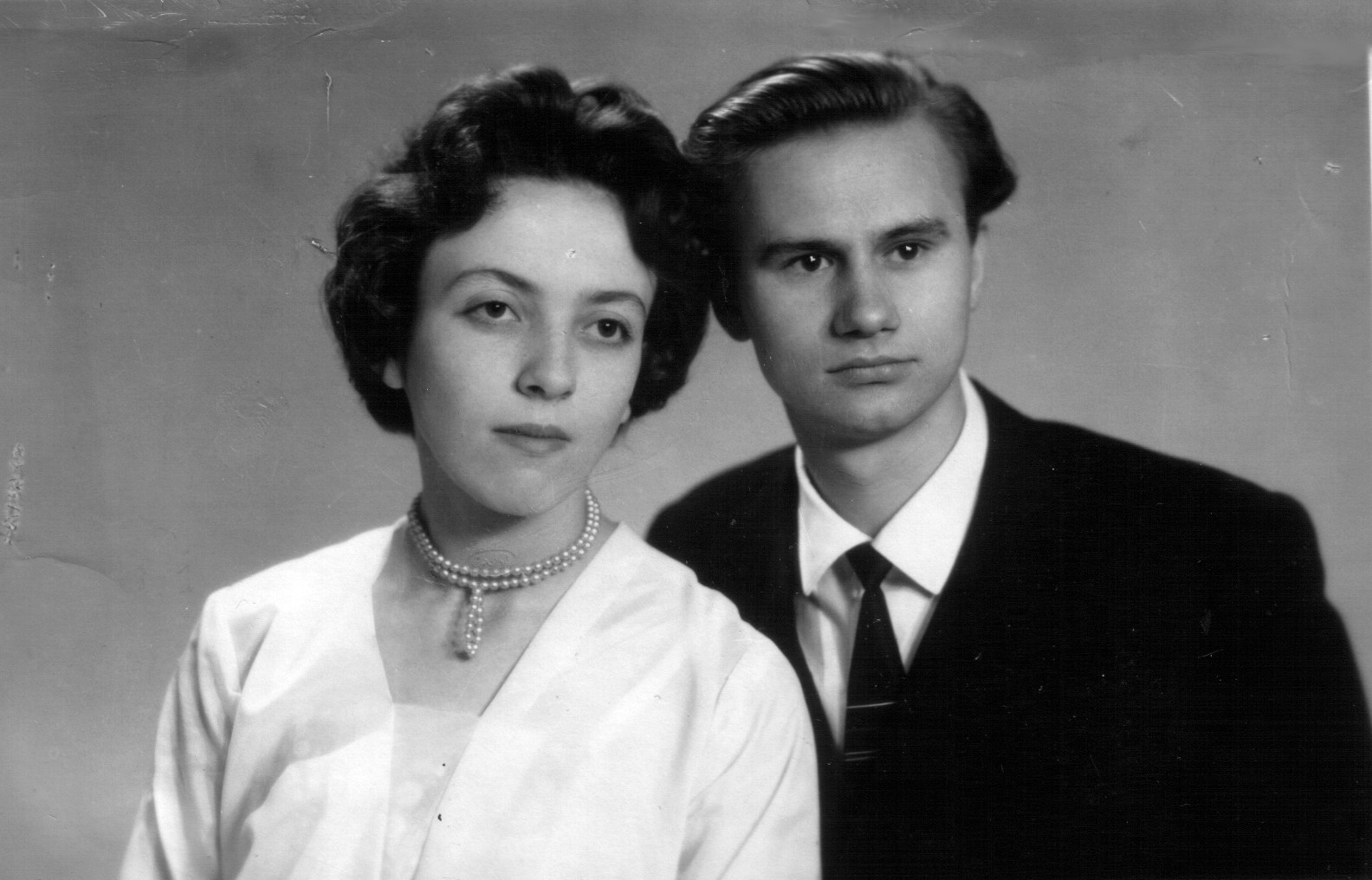
Iryna e Ihor Kalynec' nel 1961.

Essendo un "nazionalista borghese ucraino" e opponendosi alle politiche di russificazione e all'anarchia generale sovietica, venne condannato a sei anni in un campo di lavoro e a tre di esilio. Sua moglie sarebbe stata arrestata nel gennaio del 1972. Kalynec' si rifiutò di collaborare con il KGB e iniziò a comportarsi in modo provocatorio. Nel marzo del 1971, il ventiquattresimo congresso del partito comunista dell'Ucraina denunciò la poesia di Kalynec' come "riprovevole", aggravata dal fatto che egli aveva permesso alle sue opere di essere pubblicate in Occidente. Allora Kalynec' venne accusato di "aver fatto un appello velato alla lotta contro il governo sovietico", di "aver chiesto una rinascita della chiesa unita", di "aver presentato segretamente l'idea che gli ucraini fossero oppressi dal governo sovietico" e di "aver formulato un'ideologia nazionalista con la nostalgia per il passato e per uno stato indipendente". Accusato di attività antisovietica, venne arrestato l'11 agosto del 1972 e condannato il 15 novembre da un tribunale a porte chiuse a sei anni di lavori in un campo e a tre anni d'esilio. Egli passò vari anni nel campo di Perm'-36, partecipò al movimento di resistenza e prese parte agli scioperi della fame, oltre a scrivere degli appelli e le cronache della vita nel campo.
Era sposato con Iryna Kalynec' (spentasi nel 2012), che si oppose attivamente alla soppressione delle chiese cattoliche di rito orientale e fu una professoressa di lingua ucraina e di letteratura all'università nazionale politecnica di Leopoli. Anche lei passò sei anni in un campo di lavori forzati.

## Riconoscimenti
Nel 1992, Kalynec' ricevette il premio Vasyl' Stus e il premio nazionale Taras Ševčenko, che è il premio più prestigioso a livello letterario in Ucraina. Tuttavia, a causa della censura sovietica e al fatto che la maggior parte delle sue poesie sono state pubblicate nell'Ucraina occidentale, le sue opere non vengono lette molto in Ucraina.
Nel 2009 venne insignito dell'ordine della Libertà ucraino.

## Raccolte di poesie
- Vohon' Kupala (Вогонь Купала), 1966
- Poeziï z Ukraïni (Поезії з України), 1970
- Pidsumovujučy movčannja (Підсумовуючи мовчання), 1971
- Koronuvannja opudala (Коронування опудала), 1972, tradotto in tedesco nel 1975
- Probudžena muza (Пробуджена муза), 1991